# Comprehensive Catalogue of Queensland
Comprehensive Catalogue of Queensland (abreviado Compr. Cat. Queensland Pl.) es un libro con ilustraciones y descripciones botánicas que fue escrito por el botánico australiano de origen inglés Frederick Manson Bailey y publicado en el año 1913 con el nombre de Comprehensive Catalogue of Queensland Plants both Indigenous and Naturalised.